# Гули (Грузия)
Гули (груз. ღული) — село в Грузии, на территории Душетского муниципалитета края (мхаре) Мцхета-Мтианети.

## География
Село находится в северо-восточной части Грузии, на левом берегу реки Хевсурская Арагви, на расстоянии приблизительно 51 километра (по прямой) к северо-востоку от города Душети, административного центра муниципалитета. Абсолютная высота — 1641 метр над уровнем моря.

## Население
По результатам официальной переписи населения 2014 года постоянное население в Гули отсутствовало.
| Год  | Население, человек |
| ---- | ------------------ |
| 2002 | 10                 |
| 2014 | ↘ 0                |